# Бряг принцеса Астрид
Бряг принцеса Астрид (на норвежки: Prinsesse Astrid Kyst; на английски: Princess Astrid Coast) е част от крайбрежието на Източна Антарктида, в централната част на Земя кралица Мод, простиращ се между 70°05’ и 70°45’ ю.ш. и 3°30’ и 20° и.д. Брегът е разположен в централната част на Земя кралица Мод, покрай бреговете на море Лазарев, част от атлантическия сектор на Южния океан. На запад граничи с Брега принцеса Марта, а на изток – с Брега принцеса Ранхилда на Земя кралица Мод, Крайбрежието му изцяло е заето от два големи шелфови ледника Фимбулисен и Лазарев, в които се вклиняват заливите Неупокоев, Дублицки, Сергей Каменев, Ленинградски и др. Континенталната част е бронирана с дебел леден щит, над който се извисяват оголени планински хребети и отделни нунатаки. От запад на изток в близост до крайбрежието са разположени планините: Мюлиг-Хофман (2610 m), Телман (2838 m), Буденброк, Филхнер (вр. Кропоткин 3176 m), Курце (2431 m), Конрад (3036 m), Шчербаков (2612 m), Хумболт, Петерман (2810 m), Вайпрехт, Пайер (2680 m), Руска и др. В централната част се издига масива Волтат (2991 m), в северното подножие на който се намира „оазиса“ Ширмахер. Южно от така изброените планини се простира обширното плато Вегенерисен. От планините и надолу към шелфовите ледници се спускат големи ледници (Ентусиасти, Мушкетов), Хумболт, Минен институт, Космонавти, Винебреен и много други.
Брега принцеса Астрид е открит през март 1931 г. от норвежкия китоловец Х. Халворсен. Новооткрития от него сектор от крайбрежието на Земя кралица Мод през 1932 г. е наименуван Бряг принцеса Астрид в чест на родената през 1932 г. Астрид Норвежка, втора дъщеря на норвежкия крал Олаф V и съпругата му Марта Шведска. Първото мащабно изследване и топографско аерозаснемане на крайбрежието и районите на 150 – 200 km във вътрешността е извършено през януари и февруари 1939 г. от участниците на германската антарктическа експедиция, ръководена от Алфред Ричер. Целият участък на Брега принцеса Марта, заедно с вътрешността му е детайлно картиран и топографски заснет от участниците в 5-а Съветска антарктическа експедиция през 1959 – 1960 г.